# Francisco de Paula Ureña
Francisco de Paula Ureña Navas (Torredonjimeno, 22 de junio de 1871-Madrid, agosto de 1936) fue un escritor, periodista y poeta español. 

## Biografía

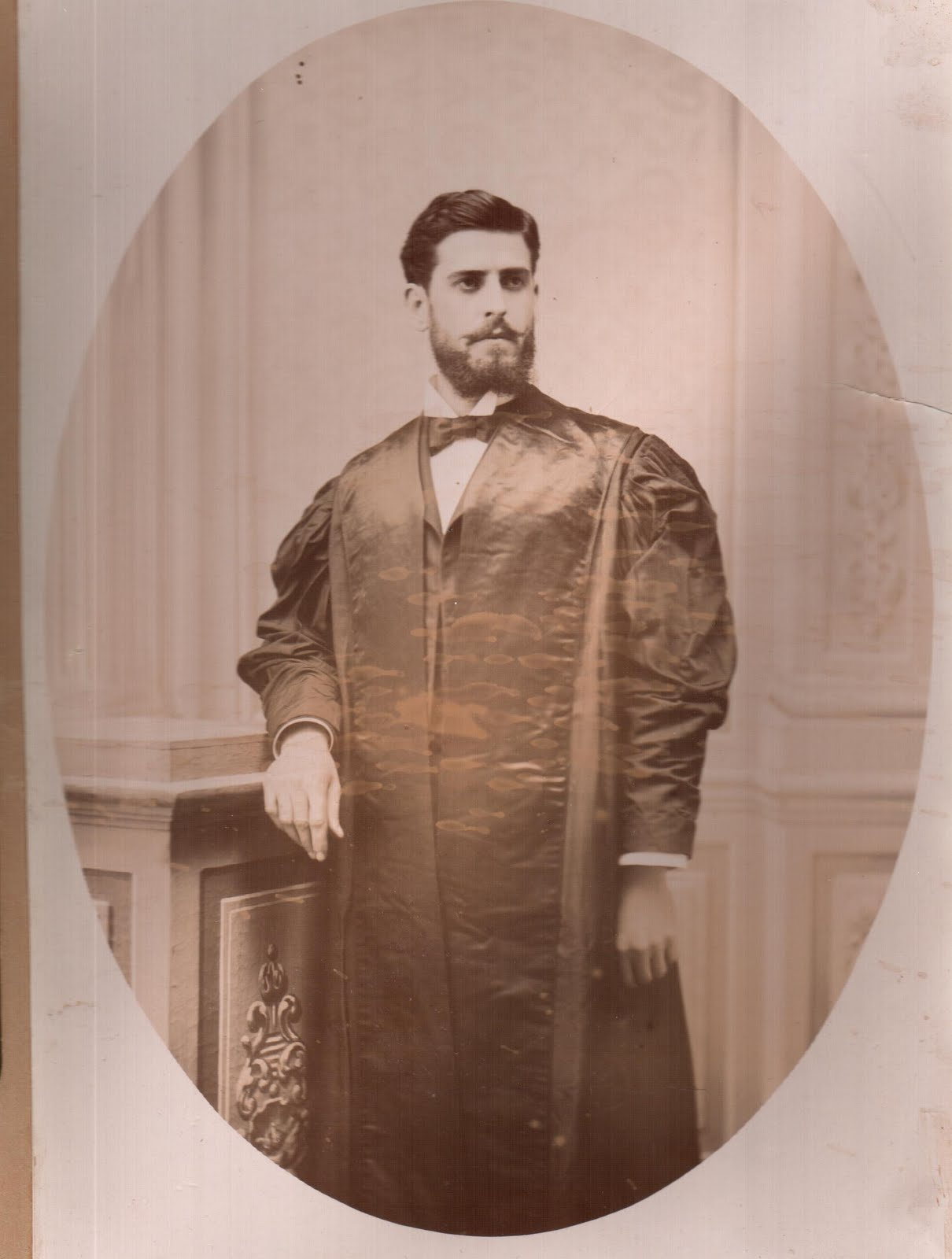
Francisco de Paula Ureña

Nació en una familia de agricultores, hijo de Juan José Ureña Ortega y María del Rosario Navas Colomo. Sus dotes naturales y su aplicación a los estudios llamó la atención del clero parroquial y la Iglesia facilitó los medios de que carecían sus progenitores para que Francisco de Paula pudiera ir a estudiar a Granada. Más tarde, Ureña Navas iría a estudiar al Seminario de Sevilla y luego se licenció en Derecho y Filosofía y Letras.
A lo largo de su carrera destacó en la vida cultural de la provincia de Jaén, llegando a participar en los Juegos Florales de Jaén de 1915 y resultando ganador de los mismos. Era correspondiente de la Real Academia Española en Jaén.
Ureña, militante del Partido Integrista, fue además propietario y director del diario El Pueblo Católico, periódico integrista editado en Jaén entre 1893 y 1935, en el que publicó centenares de artículos literarios, religiosos y políticos. Este periódico fue sustituido en 1935 por El Eco de Jaén, órgano local de la Comunión Tradicionalista dirigido por Melchor Ferrer, en el que Ureña y Navas permaneció como colaborador, formando además parte de la Junta Provincial Tradicionalista de Jaén.
Muy ligado con los ambientes católicos y tradicionalistas de Jaén, fue asesinado en Madrid al comienzo de la guerra civil junto con su hijo mayor. Otros dos de sus hijos también fueron fusilados en el pueblo de Martos.
Fue suegro de Jesús Elizalde, abogado y político carlista.

## Obra
Definido por la Enciclopedia Espasa como «poeta de altos vuelos», escribió, entre otras, las composiciones Á la muerte de Jesús; Pobre madre; Una limosna por Dios; Pax et amor; La paz de París, oda patriótica; A Ciodolar y Amor divino, publicando algunas de estas y otras poesías en la colección Hojas y flores (Madrid, 1922), que fue elogiada por la crítica.
También se le deben algunas traducciones en verso de Horacio, en las que se ocuparon Juan Valera y Marcelino Menéndez Pelayo. Su composición Canta, poeta fue premiada en unos Juegos Florales de Sevilla y de ella dijo un crítico: «es un canto enérgico á la Patria, adormida en sus tristezas y dolores, para que resurja varonil y hermosa á los mágicos acentos del poeta; y como brotada del fondo luminoso del espíritu, vibra en ella la palabra con torrentes de luz caldeados por el sentimiento, sin las indisciplinas del estilo, ni el atropello de la frase, tan fácil en los movimientos impetuosos del alma».
En prosa publicó además numerosos prólogos, trabajos de crítica literaria y el libro Recuerdos de Roma.